# Protosuberites incrustans
Protosuberites incrustans är en svampdjursart som först beskrevs av Hansen 1885.  I den svenska databasen Dyntaxa används istället namnet Laxosuberites incrustans. Enligt Catalogue of Life ingår Protosuberites incrustans i släktet Protosuberites och familjen Suberitidae, men enligt Dyntaxa är tillhörigheten istället släktet Laxosuberites och familjen Suberitidae.
Artens utbredningsområde är Norge. Arten är reproducerande i Sverige. Inga underarter finns listade i Catalogue of Life.